# Жари (Црна Гора)
Жари је насеље у општини Мојковац у Црној Гори. Према попису из 2003. било је 385 становника (према попису из 1991. било је 528 становника).

## Демографија
У насељу Жари живи 304 пунолетна становника, а просечна старост становништва износи 39,6 година (37,4 код мушкараца и 41,9 код жена). У насељу има 111 домаћинстава, а просечан број чланова по домаћинству је 3,47.
Становништво у овом насељу веома је хетерогено, а у последња три пописа, примећен је пад у броју становника.
|  |

| Демографија | Демографија | Демографија |
| Година      | Становника  | Становника  |
| ----------- | ----------- | ----------- |
|             |             |             |
|             |             |             |
|             |             |             |
|             |             |             |
| 1948.       | 567         |             |
| 1953.       | 671         |             |
| 1961.       | 776         |             |
| 1971.       | 800         |             |
| 1981.       | 616         |             |
| 1991.       | 528         | 521         |
| 2003.       | 390         | 385         |
|             |             |             |

| Етнички састав према попису из 2003.‍ | Етнички састав према попису из 2003.‍ | Етнички састав према попису из 2003.‍ | Етнички састав према попису из 2003.‍ | Етнички састав према попису из 2003.‍ |
| ------------------------------------ | ------------------------------------ | ------------------------------------ | ------------------------------------ | ------------------------------------ |
|                                      |                                      |                                      |                                      |                                      |
| Срби                                 | Срби                                 |                                      | 224                                  | 58,18%                               |
| Црногорци                            | Црногорци                            |                                      | 145                                  | 37,66%                               |
| непознато                            | непознато                            |                                      | 1                                    | 0,25%                                |

| Година пописа     | 1948. | 1953. | 1961. | 1971. | 1981. | 1991. | 2003. |
| ----------------- | ----- | ----- | ----- | ----- | ----- | ----- | ----- |
| Број домаћинстава | 117   | 140   | 165   | 137   | 128   | 131   | 112   |

| Број чланова      | 1   | 2  | 3  | 4  | 5  | 6  | 7  | 8 | 9 | 10 и више | Просек |
| ----------------- | --- | -- | -- | -- | -- | -- | -- | - | - | --------- | ------ |
| Број домаћинстава | 111 | 19 | 32 | 13 | 12 | 14 | 11 | 4 | 3 | 3         | 0      |

| Пол    | Укупно | Неожењен/Неудата | Ожењен/Удата | Удовац/Удовица | Разведен/Разведена | Непознато |
| ------ | ------ | ---------------- | ------------ | -------------- | ------------------ | --------- |
| Мушки  | 167    | 69               | 86           | 5              | 2                  | 5         |
| Женски | 154    | 34               | 83           | 26             | 4                  | 7         |
| УКУПНО | 321    | 103              | 169          | 31             | 6                  | 12        |

| Пол    | Укупно                    | Пољопривреда, лов и шумарство | Рибарство                            | Вађење руде и камена | Прерађивачка индустрија       |
| ------ | ------------------------- | ----------------------------- | ------------------------------------ | -------------------- | ----------------------------- |
| Мушки  | 32                        | 10                            | 0                                    | 0                    | 0                             |
| Женски | 10                        | 6                             | 0                                    | 0                    | 0                             |
| УКУПНО | 42                        | 16                            | 0                                    | 0                    | 0                             |
| Пол    | Производња и снабдевање   | Грађевинарство                | Трговина                             | Хотели и ресторани   | Саобраћај, складиштење и везе |
| Мушки  | 1                         | 1                             | 0                                    | 1                    | 9                             |
| Женски | 0                         | 0                             | 1                                    | 0                    | 0                             |
| УКУПНО | 1                         | 1                             | 1                                    | 1                    | 9                             |
| Пол    | Финансијско посредовање   | Некретнине                    | Државна управа и одбрана             | Образовање           | Здравствени и социјални рад   |
| Мушки  | 0                         | 0                             | 4                                    | 3                    | 0                             |
| Женски | 0                         | 0                             | 1                                    | 0                    | 1                             |
| УКУПНО | 0                         | 0                             | 5                                    | 3                    | 1                             |
| Пол    | Остале услужне активности | Приватна домаћинства          | Екстериторијалне организације и тела | Непознато            | Непознато                     |
| Мушки  | 2                         | 0                             | 0                                    | 1                    | 1                             |
| Женски | 0                         | 0                             | 0                                    | 1                    | 1                             |
| УКУПНО | 2                         | 0                             | 0                                    | 2                    | 2                             |